# Holly Herndon
Holly Herndon, née en 1980, est une musicienne et compositrice américaine de musique électronique.